# Gueldenstaedtia guangxiensis
Gueldenstaedtia guangxiensis är en ärtväxtart som beskrevs av W.L.Sha och Xiu Xiang Chen. Gueldenstaedtia guangxiensis ingår i släktet Gueldenstaedtia och familjen ärtväxter. Inga underarter finns listade i Catalogue of Life.